# Adrasto
En la mitología griega Adrasto (en griego antiguo: Ἄδραστος, Ἄδρηστος) era un rey de Argos y líder de la expedición de los siete contra Tebas. Era hijo del rey argivo Tálao, pero fue expulsado de Argos, huyó a Sición y más tarde regresó a Argos como rey.  Le sucedió en el trono argivo su nieto Diomedes,  era dueño del caballo prodigioso Arión  y también parece haber tenido una reputación como un orador hábil.  Se le llama Foronida por ser descendiente de Foroneo.

## Mitología

### Familia
Adrasto es descrito como hijo de Tálao,  a su vez hijo de Biante, de quien recibió el trono de Argos.  Las fuentes tardías nos dicen que la madre de Adrasto era Lisímaca, hija de Abante, o bien Lisianasa, hija de Pólibo, o puede que una tal Eurínome.  De Adrasto y su sobrina Anfítea, hija de Prónax, nacieron dos hijas, Argía y Deípile,  así como un hijo, Egialeo o Egíalo.  De este también se dice que su madre fue Demonasa.  Otros incluyen a Egialea y a Cianipo como hijos de Adrasto y Anfítea aunque sus genealogías son variables.

### Rey de Argos y Sición
La historia de Adrasto está conformada por el reparto del reino de Argos en tres porciones, de manos de Preto, Melampo y Biante. Los descendientes de estos estuvieron inmersos en guerras para mantenerse en el trono. En algún momento no bien indicado surgió una disputa entre Adrasto, nieto de Biante, y Anfiarao, nieto de Melampo. Píndaro nos dice que «príncipes no eran ya los hijos de Tálao, vencidos por civil discordia»  y fuentes posteriores aclaran que Prónax, hermano de Adrasto, gobernó en Argos. Homero presenta a Adrasto como rey de Sición.  Adrasto había huido a Sición después de que Anfiarao hubo matado a Tálao.  Adrasto huyó junto a su abuelo, el rey sicionio Pólibo, y después de morir este obtuvo el poder en Sición.  Según Píndaro Adrasto y sus hermanos pudieron reconciliarse con Anfiarao dándole en matrimonio a su hermana Erífile, y Adrasto pudo regresar a Argos y asumir el trono de los argivos.

### Los siete contra Tebas
Etéocles y Polinices, hijos de Edipo, disputaron sobre el trono de Tebas y al final Polinices, expulsado de Tebas, se dirigió con el collar y el peplo de Harmonía a Argos, donde reinaba Adrasto. Polinices se acercó al palacio durante la noche y entabló una lucha contra Tideo, hijo de Eneo, que había huido de Calidón. Ante el repentino alboroto apareció Adrasto y los separó. Este, recordando que un adivino le había aconsejado unir a sus hijas con un jabalí y un león, los eligió como yernos, pues Polinices se había presentado cubierto con una piel de león y Tideo con la de un jabalí. Tideo casó con Deípile (de ambos nació Diomedes) y Polinices con Argía (de ambos nació Tersandro); Adrasto prometió restablecer a ambos a sus patrias. Primero se dispuso a marchar contra Tebas y convocó a los jefes.
Anfiarao, que era adivino y, previendo que todos los que tomaran parte de la expedición excepto Adrasto habían de perecer, rehusaba ir y desanimaba a los demás. Anfiarao había jurado que Erífile, hermana de Adrasto y esposa de Anfiarao, arbitraría en futuras disensiones. Ahora que Adrasto incitaba a la lucha contra Tebas y Anfiarao se oponía, Erífile, tras ser sobornada con el collar, lo hizo marchar junto con Adrasto.  Adrasto organizó un ejército con siete jefes y se apresuró a marchar sobre Tebas y se erigió como uno de los siete caudillos de la expedición.  En Nemea Adrasto y los suyos mataron a la serpiente que había matado a Ofeltes y enterraron al niño. En su honor instauraron los Juegos Nemeos en los cuales Adrasto venció en la carrera de caballos.  Después los argivos armados se acercaron a las murallas tebanas y, como había siete puertas, Adrasto se situó en la puerta Homoloida.  El único de los siete caudillos que sobrevivió al asedio de Tebas fue Adrasto, que se salvó gracias a su caballo Arión.  Más tarde Creonte se hizo cargo del reino de Tebas dejó insepultos los cadáveres de los argivos. Adrasto, al llegar a Atenas, se refugió en el altar de la Piedad, y poniendo en él una rama de olivo suplicó que se enterraran los cadáveres.  Al cabo de diez años los hijos de los muertos, llamados los Epígonos, decidieron atacar Tebas para vengar la muerte de sus padres. Egialeo, hijo de Adrasto, fue uno de ellos.

### Menciones ulteriores
Se dice que Adrasto fundó en Sición un templo dedicado a Hera Aléxandros.  Cerca de la tumba de Ofeltes en Nemea se encuentra el sepulcro de Licurgo y una fuente, a la que llaman Adrastea, bien porque la descubrió Adrasto, o por algún otro motivo.  Se muestra en Colono un heroon de Edipo y otro de Adrasto.  Entre los megarenses, también Adrasto recibe culto, y dicen también que este murió entre ellos cuando, tras tomar Tebas, conducía de regreso a su ejército, y que las causas de su muerte fueron la vejez y la muerte de su hijo Egialeo.
| Predecesor: Pólibo | Reyes de Sición | Sucesor: Yanisco  |
| Predecesor: Tálao  | Reyes de Argos  | Sucesor: Diomedes |